# Love & more...
Love & more... – album Edyty Bartosiewicz, wydany 27 października 2014 roku, składający się z reedycji pierwszego solowego krążka artystki, Love i płyty more..., zawierającej archiwalne i premierowe kompozycje.
9 lutego 2015 roku album ukazał się w wydaniu winylowym jako dwie odrębne płyty: „Love” i „more...”.

## Lista utworów
Love
1. „Love”
2. „If”
3. „Have To Carry On”
4. „Good Bye To The Roman Candles”
5. „Emmilou”
6. „All That Lost Time”
7. „Will You Get Back Home Again?”
8. „Blues For You”
9. „Take My Soul With You”
10. „Clouds… They Block My Way”

More…
1. „Nie zabijaj miłości”
2. „Niewinność” (wersja singlowa 2002)
3. „Pomyśl o mnie”
4. „Opowieść”
5. „No one knows”
6. „The night… it embraces me”
7. „You cannot reach me”
8. „You bring that light…”
9. „Have to carry on”
10. „If ”(video)
11. „Have to carry on” (video)
12. „Have to carry on” (video live)

## Twórcy
Love
Muzyka – Edyta Bartosiewicz (z wyjątkiem „Blues For You” – Edyta Bartosiewicz / Rafał Paczkowski)
Teksty – Edyta Bartosiewicz
Aranżacje, produkcja i realizacja dźwięku – Rafał Paczkowski, Studio S-4, Warszawa, 1990/91
Remastering – Ingo Krauss, Candy Bomber Studio, Berlin, 2014
Śpiew, chórki – Edyta Bartosiewicz, gitary – Jan Borysewicz (4, 5, 8, 9), gitary – Paweł Derentowicz (1, 2, 3, 6, 7, 10), gitara akustyczna – Maciej Talaga (1, 6), gitara akustyczna – Edyta Bartosiewicz (7), klawisze – Rafał Paczkowski, bas – Tomek Gąssowski (1, 3, 6, 7, 10), Krzysztof Ścierański (4, 5, 8), perkusja – Krzyś Poliński (1, 2, 3, 6, 7, 10), perkusja – Cezary Konrad (4, 5, 9), instrumenty perkusyjne – Wojciech Kowalewski
Artwork: Marta i Łukasz Dziubalscy, adaptacja – Krzysztof Grabowski Projekt Żerań, 2014
Zdjęcia: Darek Majewski
More…
1. NIE ZABIJAJ MIŁOŚCI
Muzyka, tekst – Edyta Bartosiewicz
Produkcja – Toby Dammit
Producent wykonawczy – EBA Records
Realizacja dźwięku, mastering – Ingo Krauss, Candy Bomber Studio, Berlin, 2014
Nagranie partii wokalnych – Piotr Łukaszawski, Custom 34 Studio
Edyta Bartosiewicz – śpiew, chórki, gitara akustyczna
Toby Dammit – chórki, wibrafon, dzwonki, fortepian elektryczny Wurlitzer, tamburyn
Maciej Gładysz – gitary elektryczne, gitary akustyczne
Michał Grott – bas
Romuald Kunikowski – klawisze
Radosław Owczarz – perkusja
2. NIEWINNOŚĆ (2002)
Muzyka, tekst – Edyta Bartosiewicz
Aranżacja – Adam Abramek, Edyta Bartosiewicz, Maciej Gładysz
Producent wykonawczy – EBA Records
Realizacja dźwięku – Leszek Kamiński, Studio S4 & Studio 33, Warszawa, 2002
Nagranie partii wokalnych – Rafał Paczkowski
Edyta Bartosiewicz – śpiew, chórki
Maciej Gładysz – gitary elektryczne, gitary akustyczne
Michał Grott – bas
Michał Grymuza – gitara akustyczna
Romuald Kunikowski – klawisze
Aleksander Woźniak – klawisze, programming komputerowy
3. POMYŚL O MNIE
Muzyka, tekst – Edyta Bartosiewicz
Produkcja – Edyta Bartosiewicz
Producent wykonawczy – Izabelin Studio
Realizacja dźwięku – Leszek Kamiński, Studio S4, Warszawa, 1995
Edyta Bartosiewicz – śpiew, gitara akustyczna
Maciej Gładysz – gitara elektryczna
Romuald Kunikowski – klawisze
Krzysztof Poliński – perkusja
Radosław Zagajewski – bas
4. OPOWIEŚĆ
Muzyka, tekst – Edyta Bartosiewicz
Produkcja – Edyta Bartosiewicz, Rafał Paczkowski
Producent wykonawczy – EBA Records
Realizacja dźwięku – Rafał Paczkowski, Warszawa, 2001
Edyta Bartosiewicz – śpiew, chórki
Maciej Gładysz – gitary
Michał Grymuza – gitara akustyczna
Romuald Kunikowski – klawisze
Krzysztof Poliński – perkusja
Radosław Zagajewski – bas
Wojtek Malina Kowalewski – instrumenty perkusyjne
5. NO ONE KNOWS
Muzyka, tekst – Edyta Bartosiewicz
Produkcja – Edyta Bartosiewicz, Leszek Kamiński
Realizacja dźwięku – Leszek Kamiński, Studio Buffo, Warszawa, 1997
Edyta Bartosiewicz – śpiew
Maciej Gładysz – gitary
Romuald Kunikowski – klawisze
Krzysztof Poliński – perkusja
Radosław Zagajewski – bas
6. THE NIGHT... IT EMBRACES ME
Muzyka, tekst – Edyta Bartosiewicz
Produkcja – Edyta Bartosiewicz, Leszek Kamiński
Realizacja dźwięku – Leszek Kamiński, Studio Buffo, Warszawa, 1997
Edyta Bartosiewicz – śpiew, gitara elektryczna
Maciej Gładysz – gitary
Romuald Kunikowski – klawisze
Krzysztof Poliński – perkusja
Radosław Zagajewski – bas
7. YOU CANNOT REACH ME
Muzyka, tekst – Edyta Bartosiewicz
Nagranie – Akwarium Jazz Club, Warszawa, 1991
8. YOU BRING THAT LIGHT...
Muzyka, tekst – Edyta Bartosiewicz
Nagranie – Akwarium Jazz Club, Warszawa, 1991
9. HAVE TO CARRY ON
Muzyka, tekst – Edyta Bartosiewicz
Nagranie – LUZ, TVP, Warszawa, 1993
(C) Telewizja Polska S.A.
10. IF (video)
Muzyka, tekst – Edyta Bartosiewicz
(C) Telewizja Polska S.A. 1993
11. HAVE TO CARRY ON (video)
Muzyka, tekst – Edyta Bartosiewicz
(C) Telewizja Polska S.A. 1994
12. HAVE TO CARRY ON (video live, nagranie live – LUZ, TVP, Warszawa 1993)
Muzyka, tekst – Edyta Bartosiewicz
(C) Telewizja Polska S.A. 1993
Mastering – Ingo Krauss, Candy Bomber Studio, Berlin, 09.2014
Dodatkowa edycja cyfrowa i montaż: Grzegorz Piwkowski HIGH – END AUDIO
Kompilacja – Edyta Bartosiewicz
Artwork: Krzysztof Grabowski Projekt Żerań
Zdjęcia i makijaż: Ewa Gil
Stylizacja włosów: Grzegorz Smoderek
Management: Jarosław Carramba Drąg
Dodatkowy management: CEO Anna Marzec i Henry Mc Groggan